# Platforma pro energeticky efektivní výstavbu
Platforma pro energeticky efektivní výstavbu (Energy Efficient Buildings Platform – EEB-CZ) je servisní infrastrukturou pro výzkum v ČR. Sdružuje odborníky z celé ČR napříč obory za účelem inovativního řešení energeticky efektivních budov, rozvoje výzkumu a mezinárodní spolupráce v oblasti energeticky efektivní výstavby (EEV).
EEB-CZ je jedinou platformou specificky zaměřenou na podporu zapojení českých odborníků z oblasti energeticky efektivní výstavby do evropských výzkumných a inovačních aktivit a ovlivňování strategického rozhodování EU v této oblasti.

## Vznik
Platforma EEB-CZ vznikla v dubnu 2014 jako výstup projektu PoMePro „Podpora mezinárodního profilování výzkumu ČR v oblasti energeticky efektivní výstavby“ (LE14003) realizovaného při Univerzitním centru energeticky efektivních budov Českého vysokého učení technického v Praze.

## Aktivity EEB-CZ
Platforma EEB-CZ:
- podporuje mezinárodní spolupráci ve výzkumu energetické efektivity budov
- aktivně prosazuje české zájmy v EU
- vyhledává vhodné projektové partnery
- přetavuje inovační nápady a výzkumné závěry v kompletní projektové žádosti
- poskytuje podporu řešitelům běžících projektů
- zlepšuje transfer informací z mezinárodních struktur k domácím výzkumným a akademickým organizacím
- informuje o možnostech mezinárodní mobility výzkumných pracovníků
- podporuje spolupráci s výzkumnými centry OP VaVpI z oboru

Platforma spolupracuje se zástupci institucí EU, evropskými kancelářemi, platformami a sítěmi v Bruselu a národními experty z oboru energeticky efektivní výstavby.

## Tematické zaměření – energeticky efektivní výstavba
Energeticky efektivní výstavba je oblastí, která kombinuje znalosti a postupy různých oborů (stavebnictví, strojírenství, informační technologie, elektrotechnika aj.). Nahlíží na objekty komplexním pohledem, s cílem vytvářet budovy s co nejnižší energetickou spotřebou, šetrné k životnímu prostředí a příjemné k životu. Platforma podporou EEV rozumí nejenom výzkum a inovace v oblasti samotné výstavby energeticky úsporných budov, ale i:
- rekonstrukce stávajících budov
- snížení provozních nákladů
- úsporu energie ve výrobním procesu
- využití odpadního tepla a energie

EEV zahrnuje například výzkum v oblasti:
- pokročilých materiálů a technologií
- inteligentních systémů řízení budov a řízení toků energií v budovách
- energetického modelování budov
- využití přírodních materiálů, recyklace, ekodesign
- stavební tepelné techniky, rekuperačních systémů
- decentralizovaných a obnovitelných zdrojů energie pro budovy
- zdraví a pracovní produktivity v nízkoenergetických budovách
- kompozitních konstrukčních systémů[3]